# Geneviève de Fontenay
Geneviève Suzanne Marie Thérèse Mulmann, conocida como Geneviève de Fontenay (30 de agosto de 1932 -1 de agosto de 2023), fue una empresaria y celebridad francesa.

## Biografía
Hija de Marie-Thérèse Martin y André Mulmann, fue la mayo rde diez hermanos en una familia acomodada. Fontenay se educó en una escuela de hostelería en Estrasburgo.
Fue subdirectora de la sociedad Miss Francia y presidenta del Comité Miss Francia de 1981 a 2009.
Fue elegida "Miss Elegancia" en 1957, Geneviève de Fontenay fue modelo para marca Balenciaga.
También conocida como la Dama del Sombrero (“Dame au chapeau”).
Contrajo matrimonio con Louis Pierre Joseph Poirot y fue madre de dos hijos: Ludovic y Xavier Poirot.
Falleció el 1 de agosto de 2023 a los 90 años, en su casa de Saint-Cloud.

## Filmografía
- 2003, Les clefs de bagnole
- 2012, La Minute Vieille
- 1986, Élection de Miss France